# Reichenbachia chandleri
Reichenbachia chandleri är en skalbaggsart som beskrevs av Christopher E. Carlton 2003. Reichenbachia chandleri ingår i släktet Reichenbachia och familjen kortvingar. Inga underarter finns listade i Catalogue of Life.